# Bjerringbro Kirke
Bjerringbro Kirke er en kirke i Bjerringbro Sogn. Anlæggelsen af Langå-Struerbanen i 1863 skabte grundlaget for Bjerringsbros opståen. Behovet for en kirke i byen voksede sammen med byens indbyggertal. Hidtil havde byens borger været delt på hele tre sogne, Hjermind, Bjerring og Gullev. I 1910 nesattes et udvalg for at få bygget en kirke. 9 år senere kunne kirken indvies.
Kirken er tegnet af arkitekt Harald Lønborg-Jensen. Stilen er en traditionel romansk landsbykirkestil. Byggematerialet er mursten, dog er tårnet af marksten. I det indre har bygningen rundbuede hvælvinger. Kirken er sidenhen udvidet flere gange. I 1957 blev præsteværelse og apsis bygget, og i 1961 blev der bygget sideskib og dåbsventeværelse.

## Eksterne kilder og henvisninger
- Bjerringbro Kirke hos KortTilKirken.dk

- Wikimedia Commons har flere filer relateret til Bjerringbro Kirke